# 泉ケ丘駅
泉ケ丘駅（いずみがおかえき）は、大阪府堺市南区竹城台一丁にある、南海電気鉄道泉北線の駅。駅番号はNK89。

## 概要
泉北ニュータウン泉ヶ丘地区に位置し、泉北線のうち乗降客数が最も多い駅であり、拠点とも言われている。駅周辺には髙島屋泉北店が入居するパンジョや、ジョイパーク泉ヶ丘といったショッピングセンターが立地している。なお、地区名などの表記では「泉ヶ丘」が多用されるが、駅名の正式な表記は「泉ケ丘」である。
当駅以南は全ての列車が各駅に停車する。

## 歴史
- 1971年（昭和46年）4月1日：泉北高速鉄道開業と同時に設置。当初は終点駅。
  - 久世・西陶器・東陶器・上神谷地区にまたがるニュータウン地区であることから、かつて、これらの地区で構成されていた泉北郡泉ヶ丘町（1959年、堺市に編入）にちなんで命名された。
- 1973年（昭和48年）12月7日：当駅から栂・美木多駅まで路線延伸。途中駅となる。
- 2016年（平成28年）12月1日：駅設備の老朽化に伴いリニューアル工事を開始[2]。一部の階段・エスカレーターが閉鎖される[3]。
- 2017年（平成29年）11月4日：リニューアル工事に伴い改札口を移設し、使用を開始する[4]。
- 2018年（平成30年）4月26日：リニューアル工事の全行程が完了し、駅ナカ施設もオープンした[5]。
- 2022年（令和4年）3月26日：向谷実作曲の発車メロディーが使用開始される[6]。
- 2025年（令和7年）4月1日：泉北高速鉄道の南海電気鉄道への吸収合併に伴い、南海電気鉄道泉北線の駅となる[7]。同時に駅番号をSB03からNK89に変更[7]。

## 駅構造
島式ホーム1面2線の橋上駅。改札口は1ヵ所のみ。完全バリアフリー化が施工されている。2004年12月から耐震補強工事とコンコースの改良工事（アスベスト除去併施）を行っていたが2006年5月に竣工した。2016年12月からは、駅全体のリニューアル工事が開始され、2018年春に完成した。改装の際にかつて中もず寄りにあった階段は撤去され、位置を和泉中央寄りに移動し新設した。以前は駅改札内で託児施設・プリスクールのキッズワールド泉ヶ丘が開園していた。

### のりば
| 番線 | 路線   | 方向 | 行先               |
| ---- | ------ | ---- | ------------------ |
| 1    | 泉北線 | 下り | 和泉中央方面       |
| 2    | 泉北線 | 上り | 中百舌鳥・難波方面 |

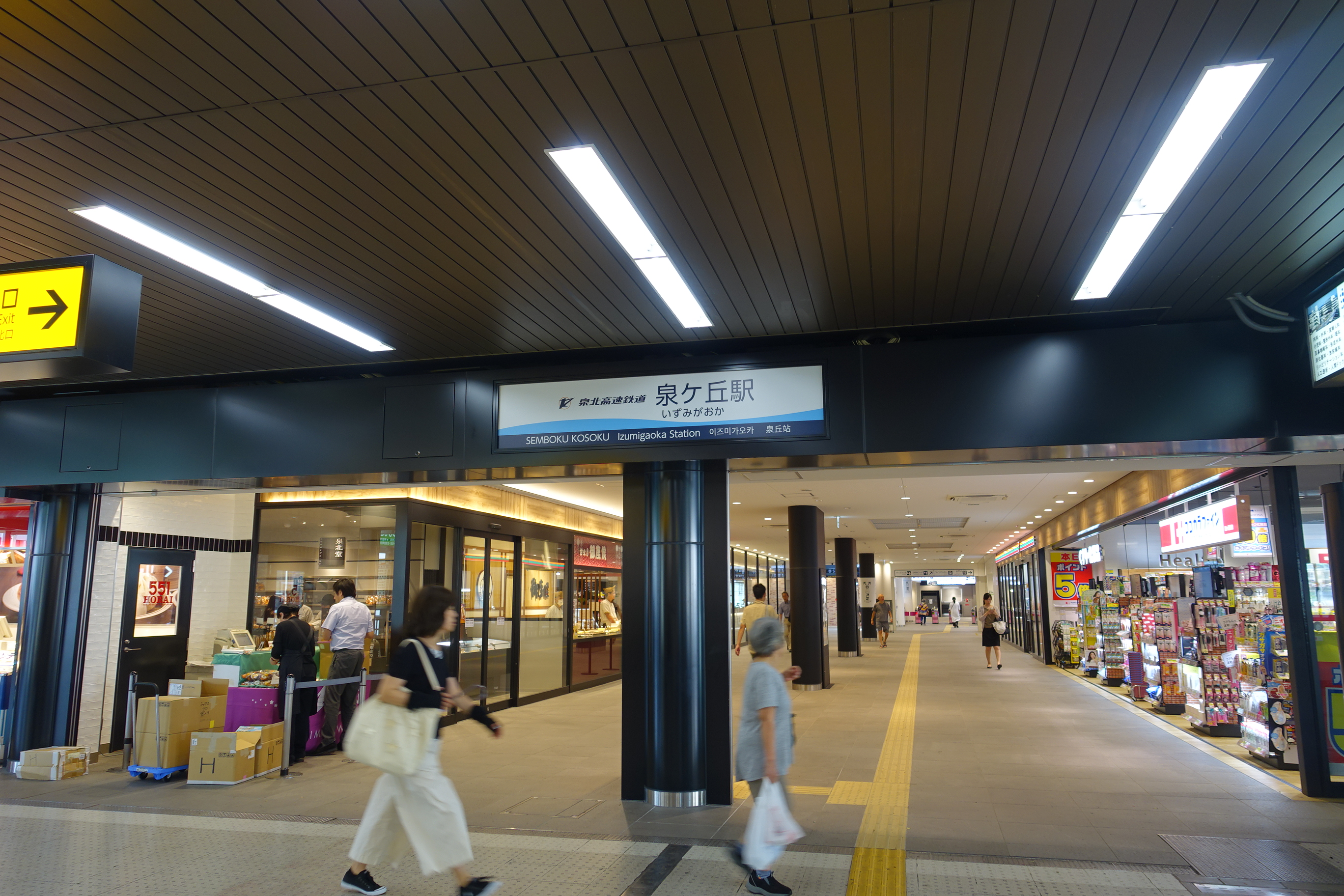
旧泉北高速鉄道線時代の駅入口
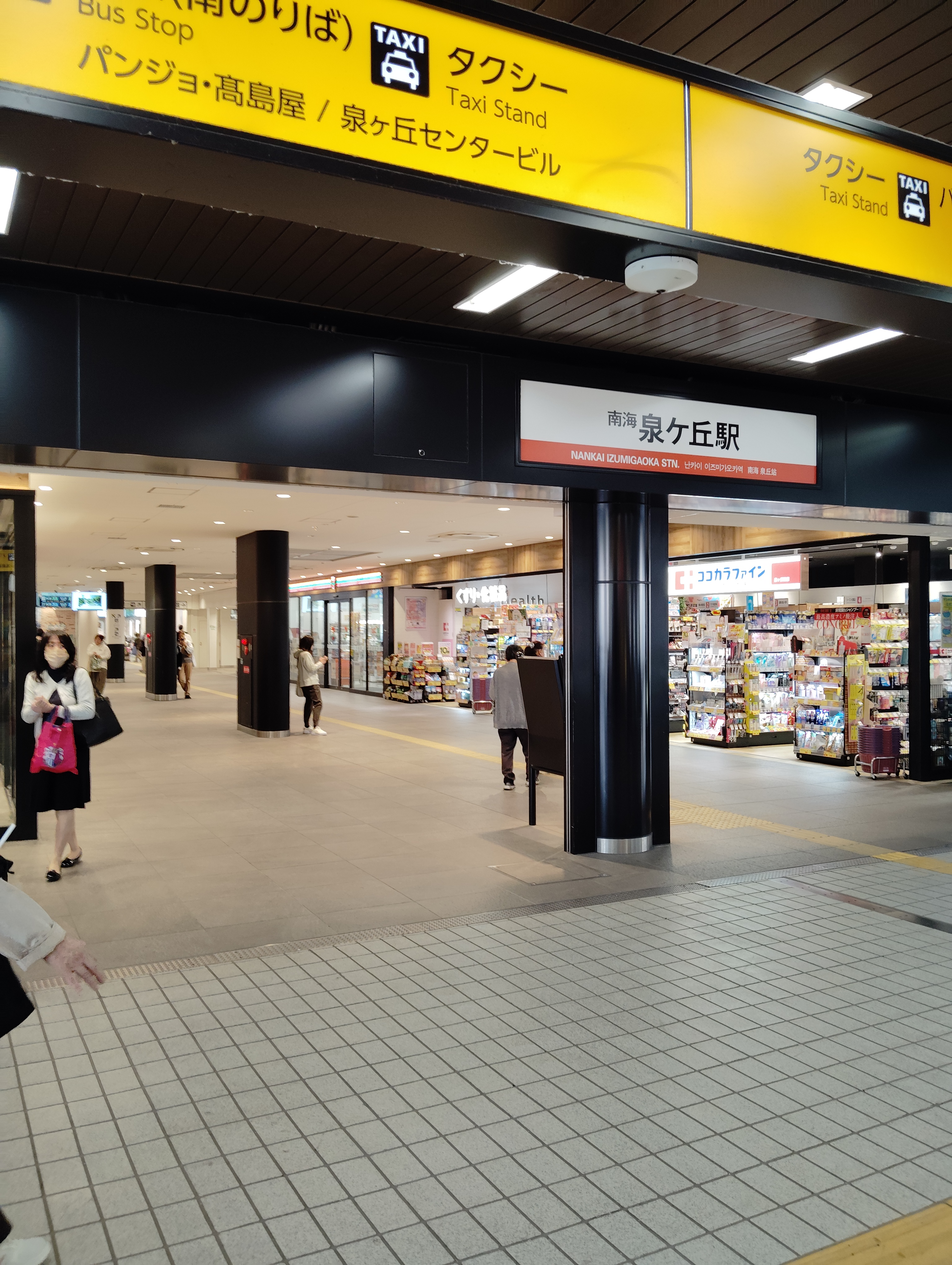
南海電鉄合併後の駅入口（2025年4月）
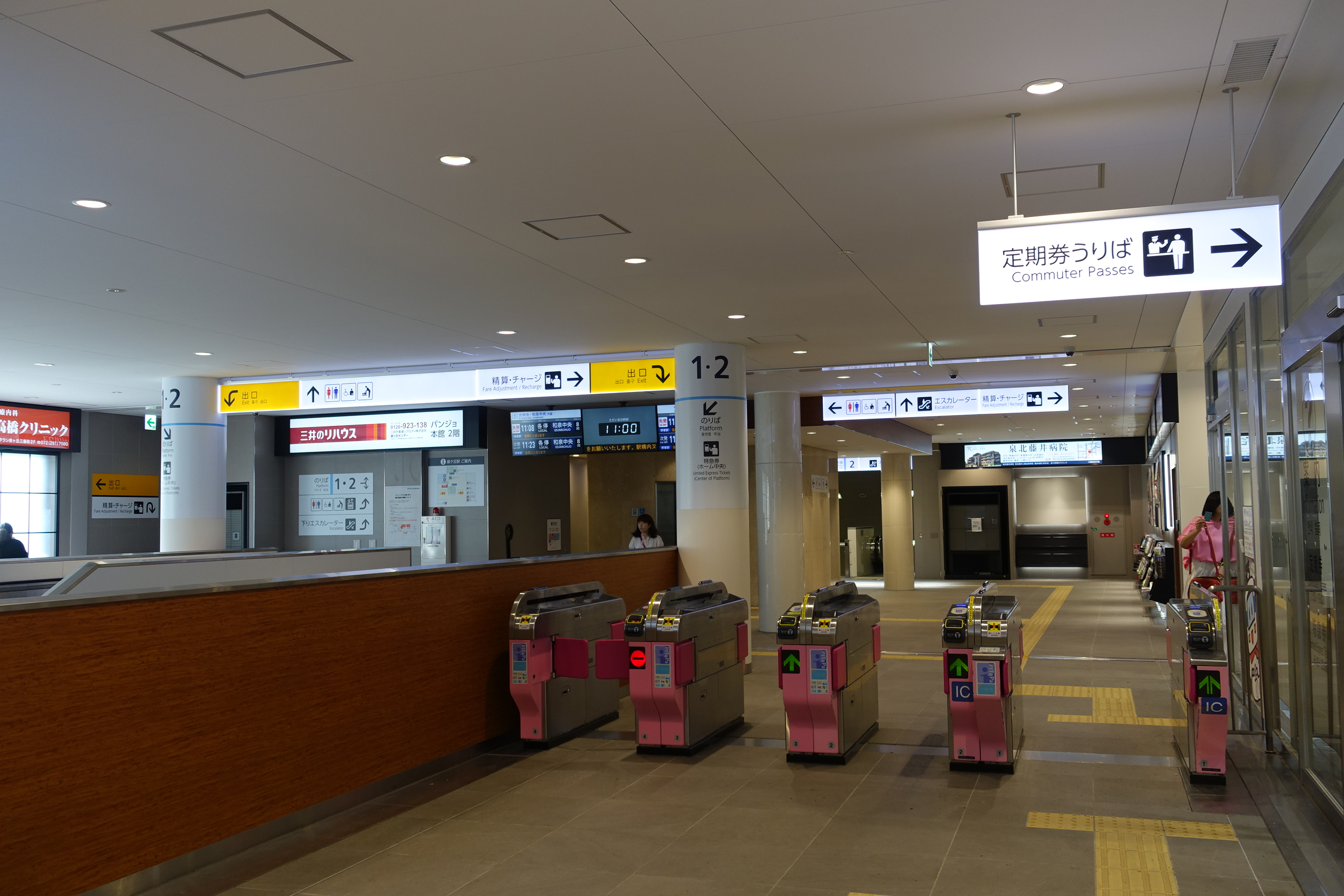
新改札口
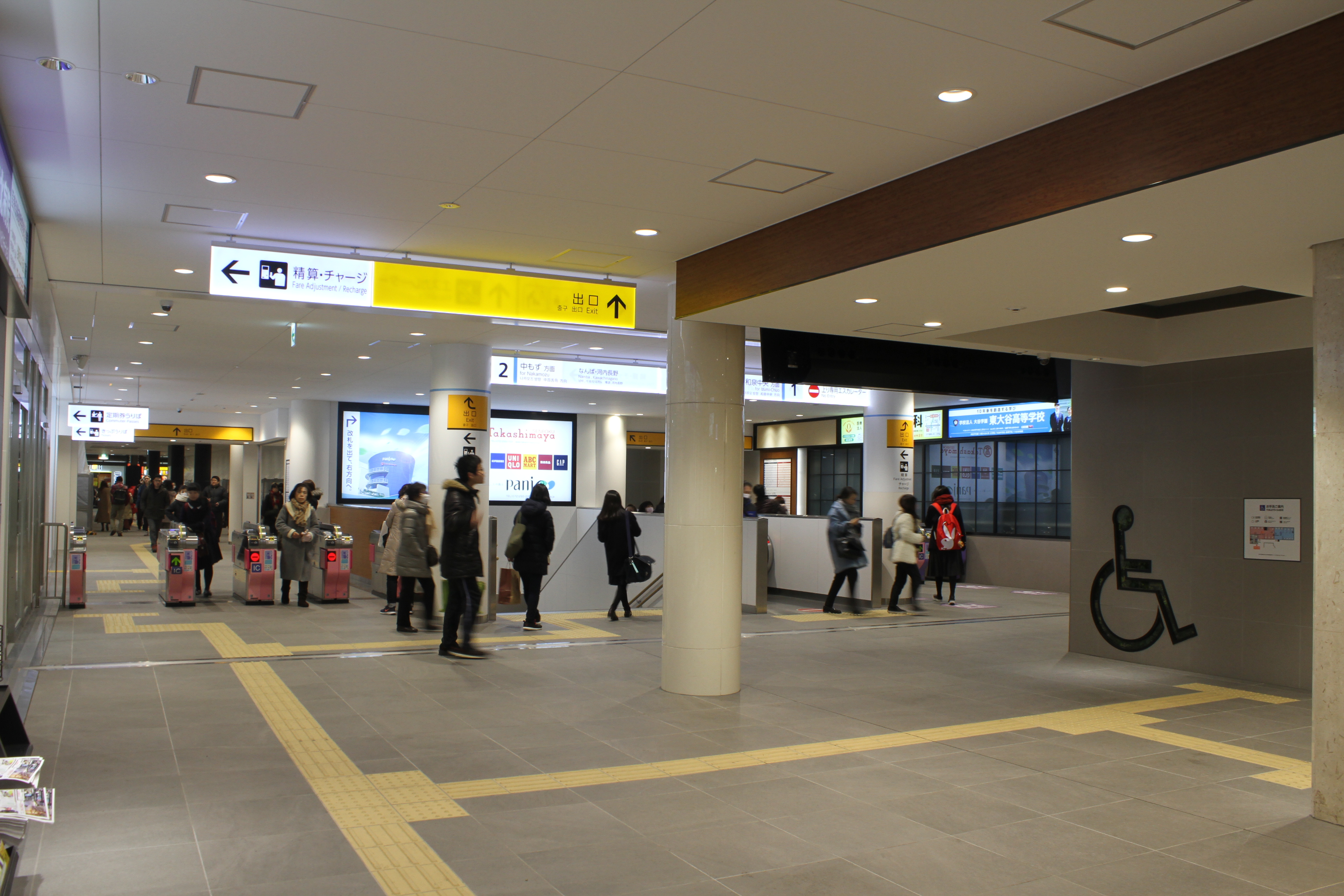
改札内
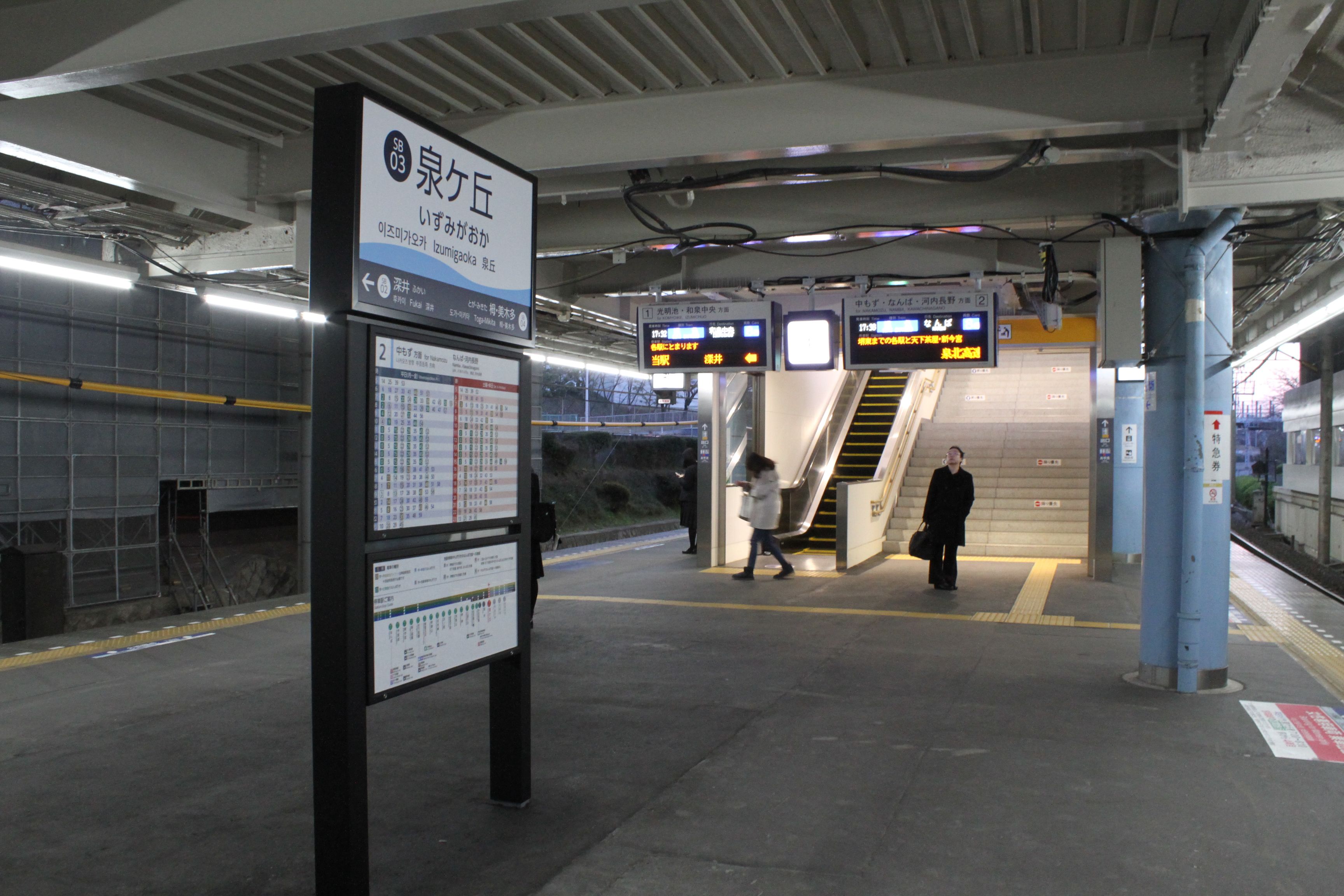
改装後プラットホーム
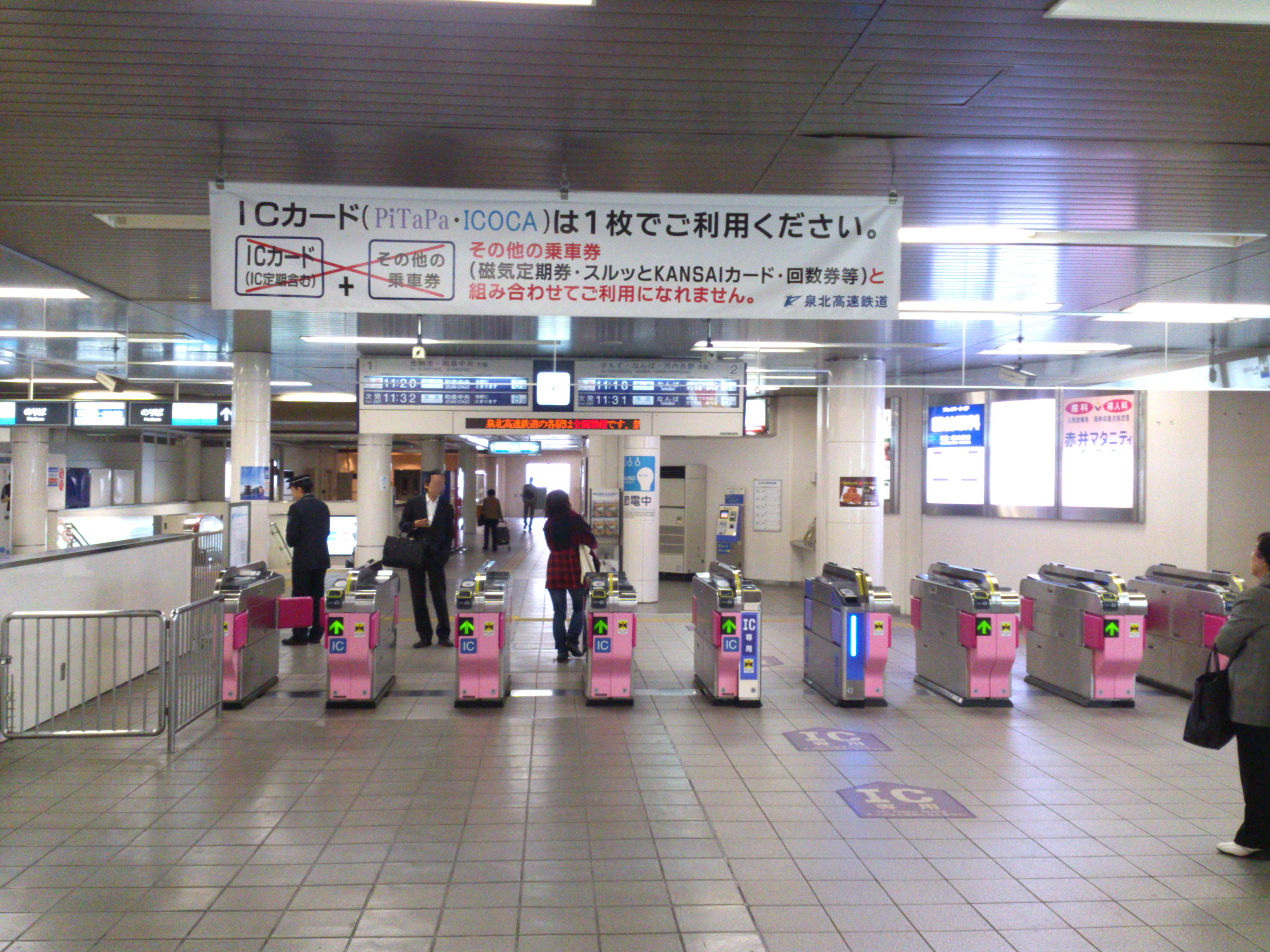
旧改札口
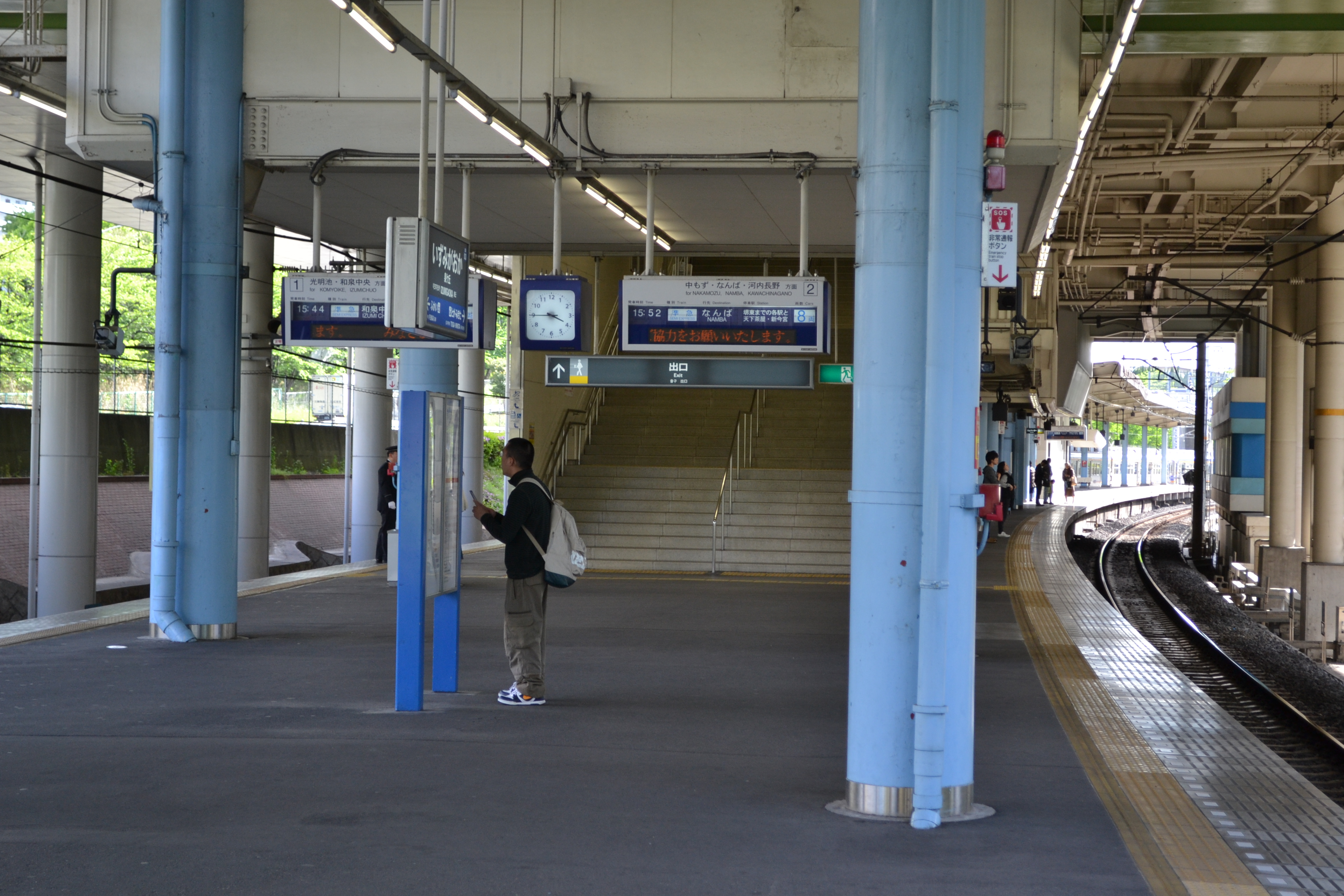
改装前プラットホーム （階段は現在撤去済み）
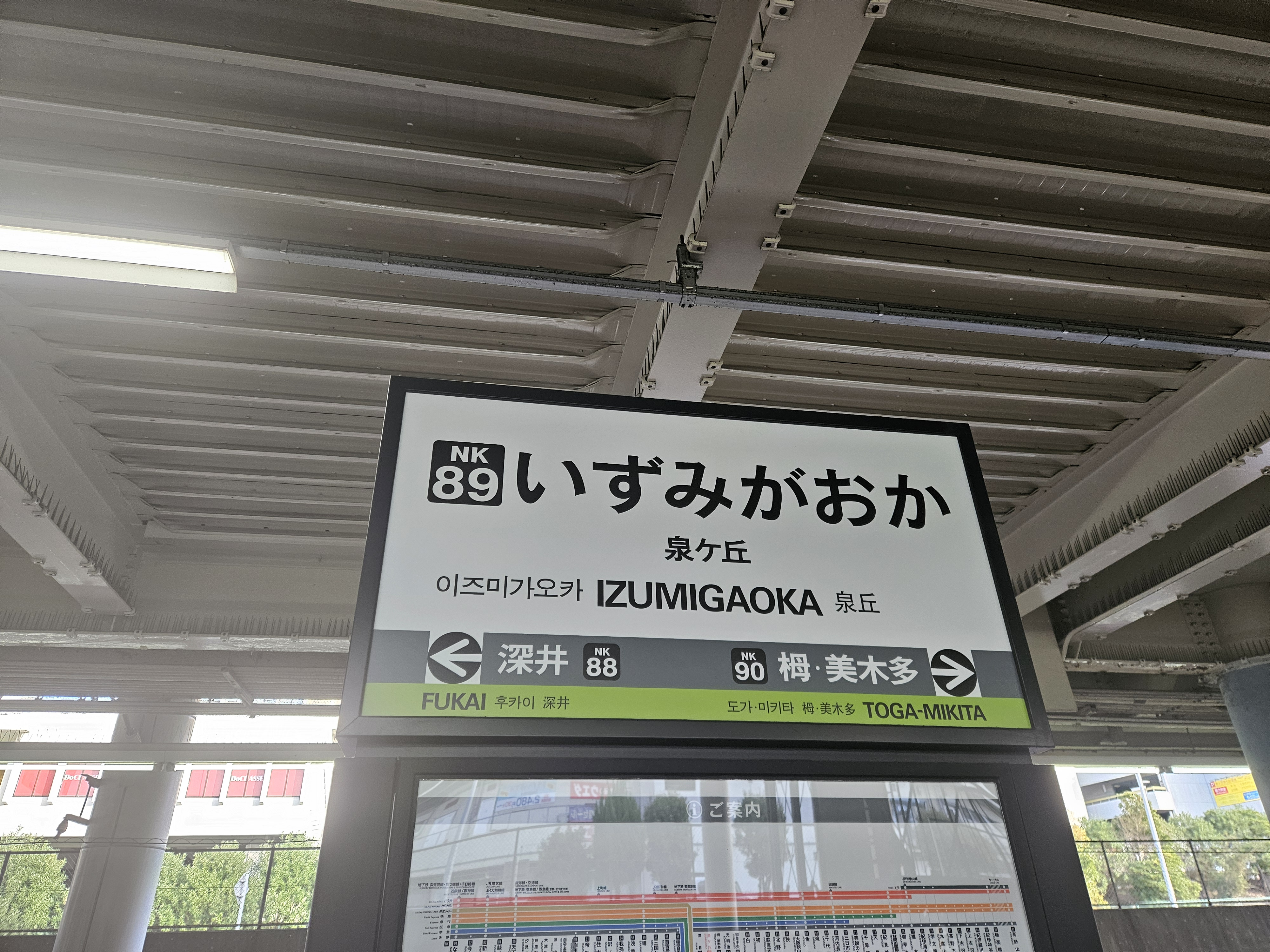
南海電鉄合併後の駅名標

## 利用状況
2022年（令和4年）次の1日平均乗降人員は34,712人（乗車人員：17,391人、降車人員：17,321人）である。この数字は中百舌鳥駅を除く泉北高速鉄道（当時）の駅では第1位である。
近年の1日平均乗降・乗車人員の推移は下表の通りである。
| 年次               | 1日平均 乗降人員 | 1日平均 乗車人員 | 出典          |
| ------------------ | ---------------- | ---------------- | ------------- |
| 1990年（平成02年） | 67,630           | 33,929           | [ 大阪府 1 ]  |
| 1991年（平成03年） | 69,118           | 34,653           | [ 大阪府 2 ]  |
| 1992年（平成04年） | 67,154           | 33,674           | [ 大阪府 3 ]  |
| 1993年（平成05年） | 66,288           | 33,238           | [ 大阪府 4 ]  |
| 1994年（平成06年） | 64,523           | 32,371           | [ 大阪府 5 ]  |
| 1995年（平成07年） | 62,606           | 31,448           | [ 大阪府 6 ]  |
| 1996年（平成08年） | 62,603           | 31,416           | [ 大阪府 7 ]  |
| 1997年（平成09年） | 59,170           | 29,690           | [ 大阪府 8 ]  |
| 1998年（平成10年） | 56,636           | 28,394           | [ 大阪府 9 ]  |
| 1999年（平成11年） | 54,302           | 27,056           | [ 大阪府 10 ] |
| 2000年（平成12年） | 53,537           | 26,723           | [ 大阪府 11 ] |
| 2001年（平成13年） | 50,809           | 25,357           | [ 大阪府 12 ] |
| 2002年（平成14年） | 49,342           | 24,644           | [ 大阪府 13 ] |
| 2003年（平成15年） | 47,714           | 23,835           | [ 大阪府 14 ] |
| 2004年（平成16年） | 46,936           | 23,443           | [ 大阪府 15 ] |
| 2005年（平成17年） | 46,756           | 23,352           | [ 大阪府 16 ] |
| 2006年（平成18年） | 46,480           | 23,240           | [ 大阪府 17 ] |
| 2007年（平成19年） | 46,250           | 23,135           | [ 大阪府 18 ] |
| 2008年（平成20年） | 45,978           | 22,996           | [ 大阪府 19 ] |
| 2009年（平成21年） | 44,718           | 22,369           | [ 大阪府 20 ] |
| 2010年（平成22年） | 43,971           | 21,985           | [ 大阪府 21 ] |
| 2011年（平成23年） | 43,313           | 21,620           | [ 大阪府 22 ] |
| 2012年（平成24年） | 42,942           | 21,443           | [ 大阪府 23 ] |
| 2013年（平成25年） | 43,727           | 21,833           | [ 大阪府 24 ] |
| 2014年（平成26年） | 42,477           | 21,200           | [ 大阪府 25 ] |
| 2015年（平成27年） | 42,172           | 21,105           | [ 大阪府 26 ] |
| 2016年（平成28年） | 41,270           | 20,663           | [ 大阪府 27 ] |
| 2017年（平成29年） | 40,976           | 20,526           | [ 大阪府 28 ] |
| 2018年（平成30年） | 40,810           | 20,430           | [ 大阪府 29 ] |
| 2019年（令和元年） | 40,504           | 20,266           | [ 大阪府 30 ] |
| 2020年（令和02年） | 31,308           | 15,679           | [ 大阪府 31 ] |
| 2021年（令和03年） | 32,650           | 16,348           | [ 大阪府 32 ] |
| 2022年（令和04年） | 34,712           | 17,391           | [ 大阪府 33 ] |

## 駅周辺
- 泉北ニュータウン泉ヶ丘地区（宮山台、竹城台、三原台、高倉台、晴美台、槇塚台、茶山台、若松台）
- 大阪府道34号堺狭山線
- 大阪府道38号富田林泉大津線

### 公共機関

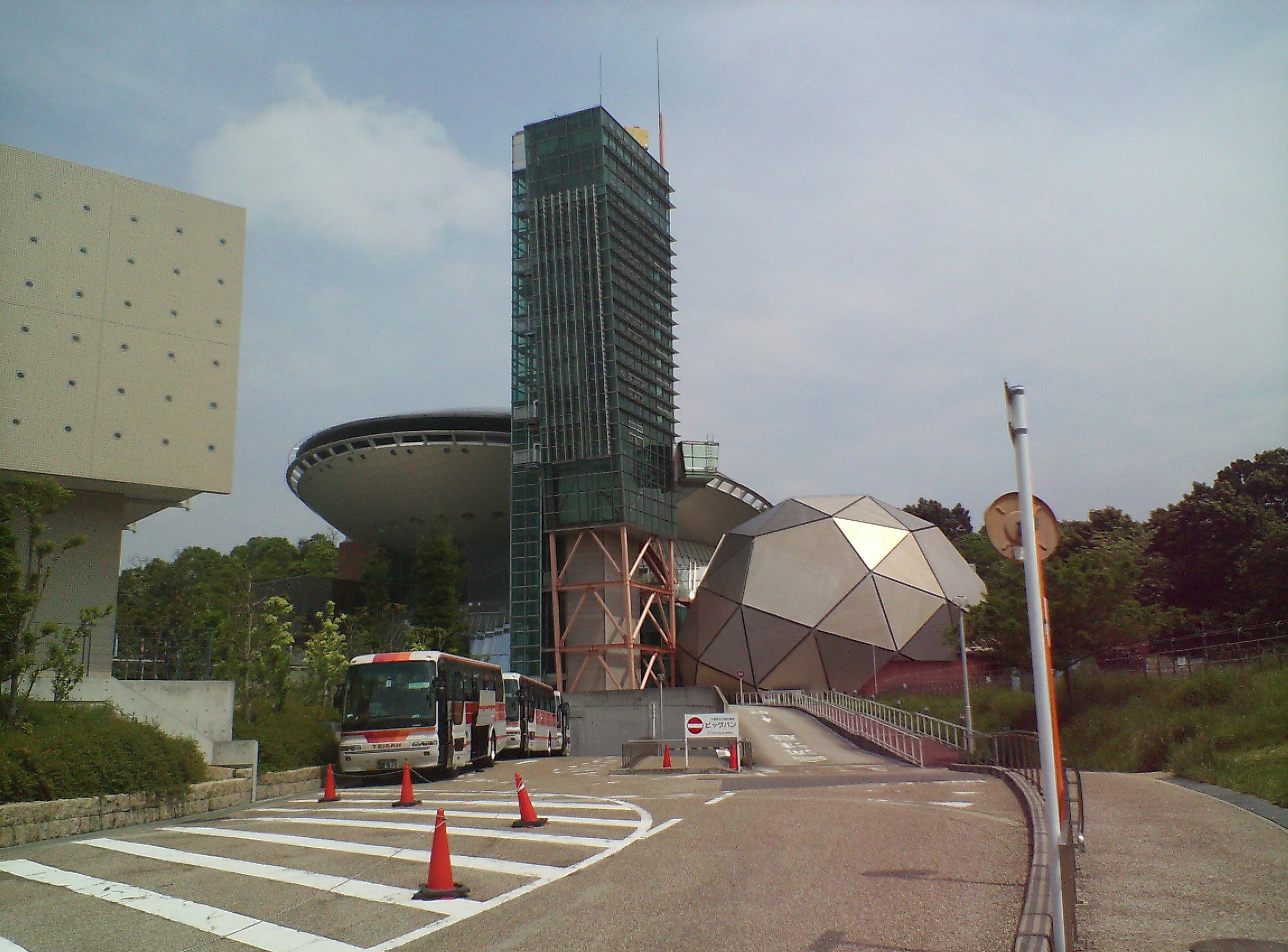
堺市立ビッグバン

- 堺市立ビッグバン（旧大阪府立大型児童館ビッグバン）
- 国際障害者交流センター（ビッグ・アイ）
- 堺市泉ヶ丘市民センター
  - 堺市立南図書館
- 堺市南保健センター
- 勤労者体育センター

### 学校
- 桃山学院教育大学
- 帝塚山学院大学
- 大阪健康福祉短期大学
- 帝塚山学院泉ヶ丘中学校・高等学校
- 大阪府立泉北高等学校
- 大阪府立堺東高等学校
- 東大谷高等学校（泉ヶ丘キャンパス）
- 堺市立晴美台中学校
  - 堺市立はるみ小学校
  - 堺市立槇塚台小学校
- 堺市立三原台中学校
  - 堺市立泉北高倉小学校
  - 堺市立三原台小学校
- 堺市立宮山台中学校
  - 堺市立竹城台小学校
  - 堺市立竹城台東小学校
  - 堺市立宮山台小学校
- 堺市立若松台中学校
  - 堺市立茶山台小学校
  - 堺市立上神谷小学校
  - 堺市立若松台小学校

### 医療機関
- 泉北急病診療センター
- 阪和第一泉北病院
- 泉北クリニック
- 赤井マタニティクリニック
- 恒進會 泉北陣内病院

### 商業施設

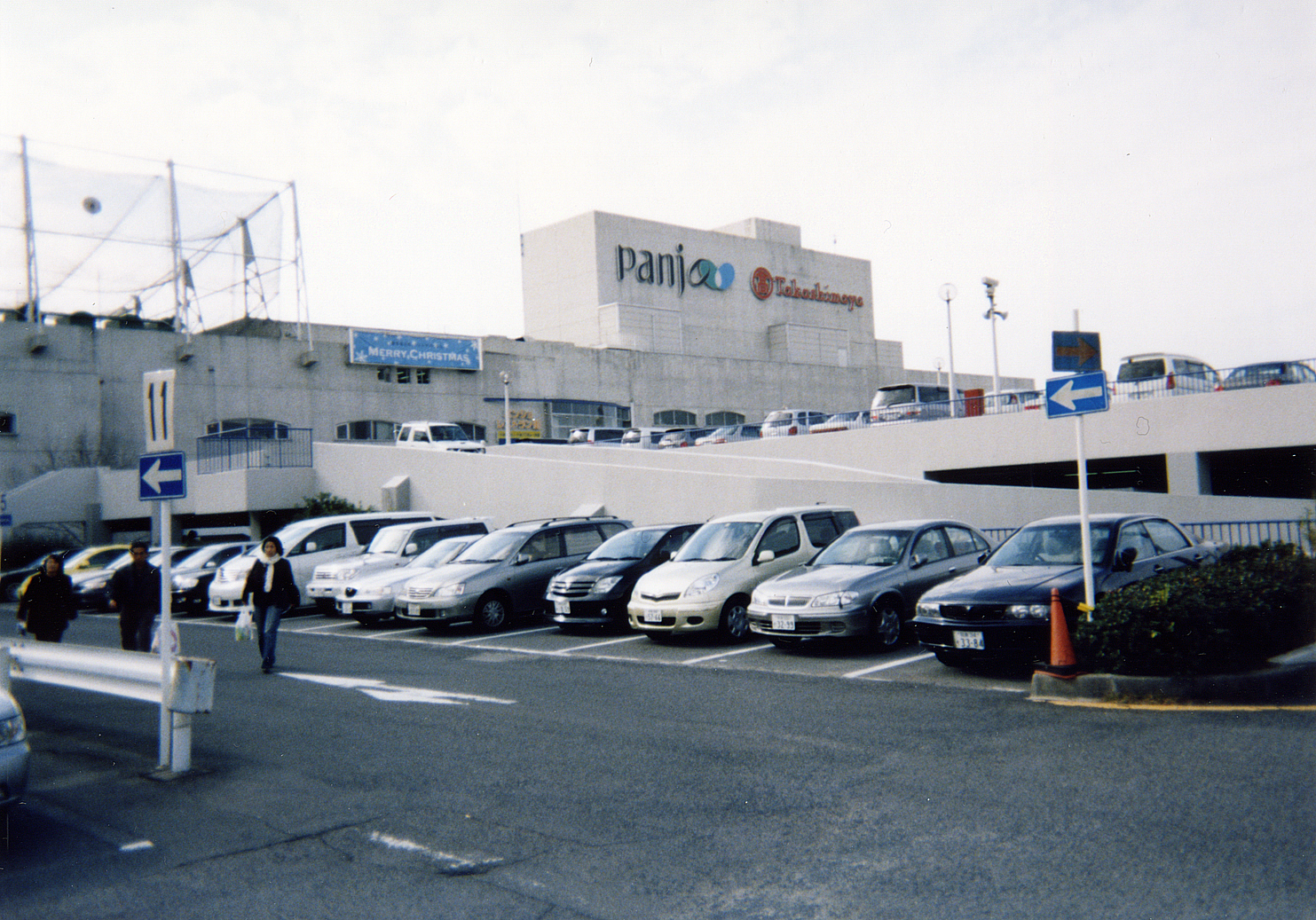
高島屋 泉北店（パンジョ）
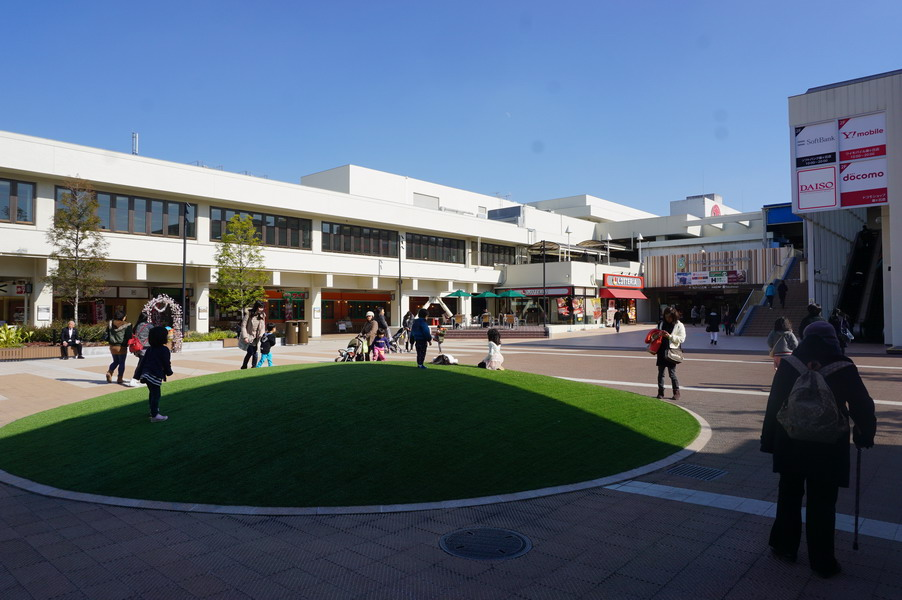
泉ヶ丘ひろば専門店街

- 駅ナカ（2018年開業[9]）
  - エキ・タカ 泉ケ丘タカシマヤ（髙島屋の新形態ショップ）
  - セブン-イレブン 泉北高速泉ケ丘駅店
  - ココカラファイン 泉ケ丘駅店
- パンジョ（1974年に泉北ニュータウン初の大型ショッピングセンターとしてオープンした）
  - 高島屋 泉北店
  - 紀伊國屋書店 泉北店
  - 無印良品 泉北パンジョ店
  - スポーツクラブパンジョクラブイズ
- 泉ヶ丘ひろば専門店街（旧ショップタウン泉ヶ丘）
  - 成城石井 泉ヶ丘店
  - 100円ショップダイソー
- ジョイパーク泉ヶ丘
  - トイザらス・ベビーザらス 泉北ニュータウン店
  - 西松屋 ジョイパーク泉ヶ丘店
  - パシオス ジョイパーク泉ヶ丘店
- ショップタウン泉ヶ丘3番街
  - コノミヤ 泉ヶ丘店

### 金融機関
- りそな銀行
- 三菱UFJ銀行泉ヶ丘支店　※光明池支店との共同店舗
- 池田泉州銀行（旧泉州店舗）
- 紀陽銀行
- ゆうちょ銀行

### 公園・その他
- 大蓮公園
- 荒山公園
  - 多治速比売神社
- 田園（）公園
- 高倉寺宝積院
- 桜井神社
- 小谷城郷土館
- 堺・緑のミュージアム ハーベストの丘
- 泉ヶ丘カントリークラブ
- 泉北泉ヶ丘郵便局

## バス路線

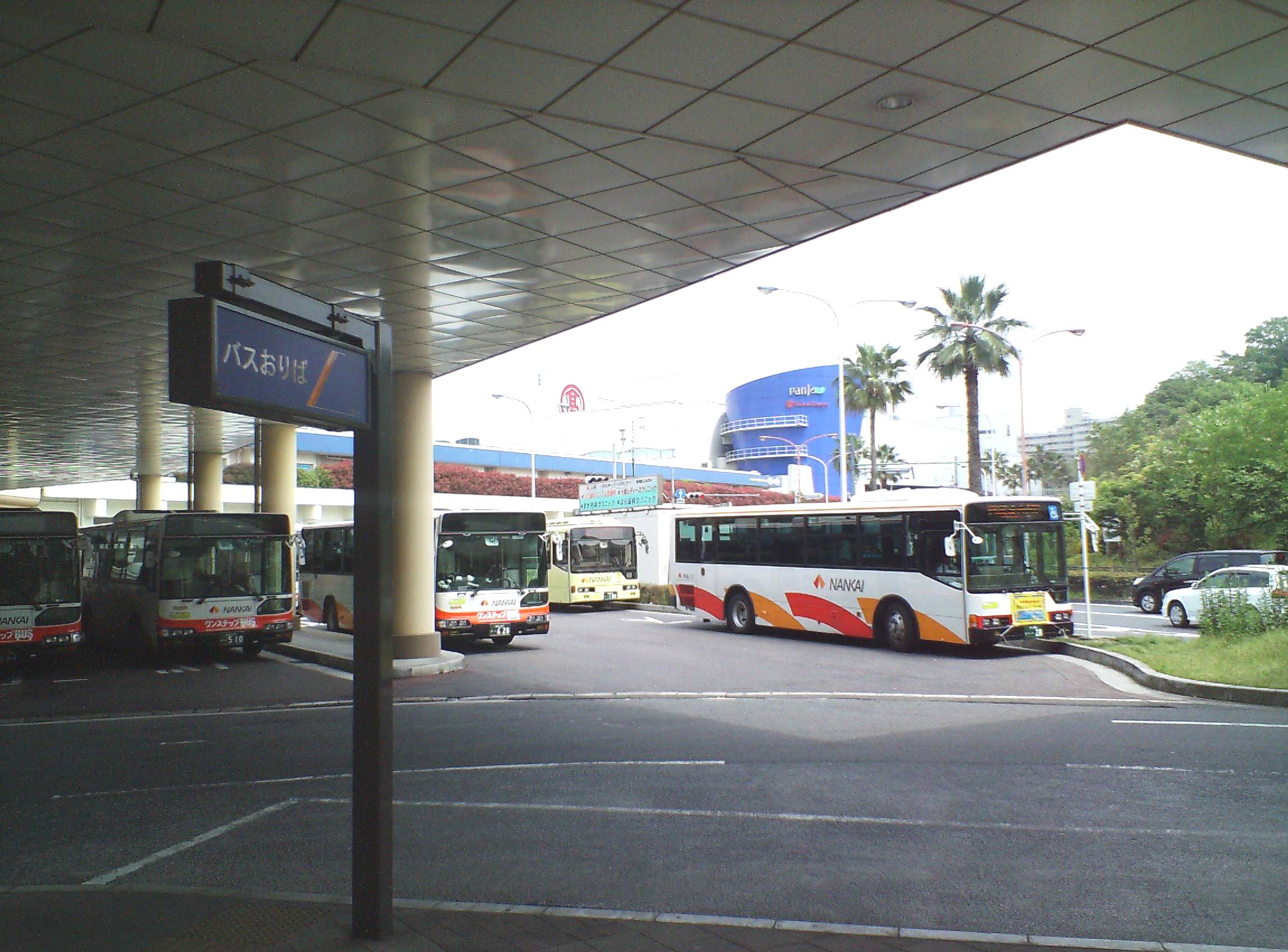
南側バスロータリー

駅の南北両側にバスロータリーが整備されており、南海バスの路線が多数発着している。停留所名は駅名と「ヶ」の表記が異なる「泉ヶ丘駅」。時刻表などではそれぞれ「南側」「北側」と付されている。

### 南海バス
南北を合わせると4つの営業所の車両・路線が発着する南海バス屈指のターミナルである。
| のりば | のりば | 担当     | 路線名                   | 系統・行先                    | 備考                                                                |
| ------ | ------ | -------- | ------------------------ | ----------------------------- | ------------------------------------------------------------------- |
| 北側   | 1      | 東山     | 堺東・泉ヶ丘線           | 102系統：堺東駅前             |                                                                     |
| 北側   | 1      | 東山     | 堺東・泉ヶ丘線           | 102C系統：八田荘団地          | 土休日最終便のみ                                                    |
| 北側   | 1      | 泉北     | 泉北泉ヶ丘地区線         | 211系統：津久野駅前           | 朝と夕方以降運行。八田荘団地経由                                    |
| 北側   | 1      | 泉北     | 泉北泉ヶ丘地区線         | 211V系統：津久野駅前          | 日中運行。八田荘団地・堺市立総合医療センター前経由                  |
| 北側   | 1      | 泉北     | 泉北泉ヶ丘地区線         | 215系統：宮山台回り           | 朝と夕方以降運行。6時台までと平日最終便は左回り、その他は右回り     |
| 北側   | 2      | 泉北     | 泉北泉ヶ丘地区線         | 212系統：津久野駅前           | 朝と夕方以降運行。八田西団地経由                                    |
| 北側   | 2      | 泉北     | 泉北泉ヶ丘地区線         | 212V系統：津久野駅前          | 日中運行。八田西団地・堺市立総合医療センター前経由                  |
| 北側   | 2      | 泉北     | 泉北泉ヶ丘地区線         | 214系統：竹城台回り           | 早朝と平日夜間に1本ずつ運行                                         |
| 北側   | 3      | 泉北     | 泉北泉ヶ丘地区線         | 213系統：三原台回り           |                                                                     |
| 北側   | 4      | 東山     | 東山・泉ヶ丘線           | 125系統：深井駅               |                                                                     |
| 北側   | 4      | 東山     | 東山・泉ヶ丘線           | 125C系統：東山車庫前          | 平日最終便のみ                                                      |
| 北側   | 4      | 光明池   | 泉北光明池地区線         | 309L系統：赤坂台右回り        | 日中のみ運行。左回りは全便光明池駅から発車                          |
| 北側   | 4      | 光明池   | 泉北光明池地区線         | 309系統：赤坂台右回り         | 最終便。2回目の光明池駅で運転を打ち切る                             |
| 北側   | 4      | 光明池   | 泉北光明池地区線         | 310L系統：城山台回り          | 午前中2本は右回り、午後以降は左回り（日中のみの運行）               |
| 北側   | 4      | 光明池   | 泉北光明池地区線         | 310系統：城山台左回り         | 最終便。2回目の光明池駅で運転を打ち切る                             |
| 南側   | 1      | 泉北     | 狭山ニュータウン線       | 250系統：金剛駅前             | 狭山ニュータウンセンター経由                                        |
| 南側   | 1      | 泉北     | 泉北泉ヶ丘地区線         | 220系統：狭山ニュータウン回り | 平日3本のみ運行                                                     |
| 南側   | 1      | 泉北     | 泉北泉ヶ丘地区線         | 221系統：桃山学院教育大学前   | 直行。学校の通常授業開講日に運行                                    |
| 南側   | 2      | 泉北     | 泉北泉ヶ丘地区線         | 216系統：若松台回り           | 右回り・左回りともに設定                                            |
| 南側   | 2      | 泉北     | 畑・鉢ヶ峯線             | 223系統：畑                   | 土休日は1日5本のみ運行                                              |
| 南側   | 2      | 泉北     | 畑・鉢ヶ峯線             | 224系統：片蔵・鉢ヶ峯方面     |                                                                     |
| 南側   | 2      | 泉北     | 畑・鉢ヶ峯線             | 224C系統：泉田中南            | 夕方以降と土休日の日中に運行                                        |
| 南側   | 2      | 泉北     | 畑・鉢ヶ峯線             | 229系統：鉢ヶ峯・公園墓地方面 | 休日のみ運行（土曜は祝日除き運行なし）                              |
| 南側   | 3      | 泉北     | 泉北泉ヶ丘地区線         | 218系統：槙塚台回り           | 右回りは午前中、左回りは午後以降に運行                              |
| 南側   | 3      | 泉北     | 泉北泉ヶ丘地区線         | 218C系統：槙塚台1丁           | 槙塚台左回りの平日最終便                                            |
| 南側   | 3      | 泉北     | 泉北栂地区線             | 232L系統：御池台回り          | 日中のみ運行                                                        |
| 南側   | 3      | 泉北     | 泉北栂地区線             | 232系統：御池台回り           | 最終便。2回目の栂・美木多駅で運転を打ち切る                         |
| 南側   | 3      | 泉北     | 泉北栂地区線             | 235L系統：庭代台回り          | 日中のみ運行。右回り・左回りともに設定                              |
| 南側   | 3      | 泉北     | 泉北栂地区線             | 235系統：庭代台回り           | 右回り・左回りそれぞれの最終便。2回目の栂・美木多駅で運転を打ち切る |
| 南側   | 4      | 泉北     | 泉北泉ヶ丘地区線         | 217系統：晴美台回り           | 左回りは朝晩の少数のみ。その他は右回り                              |
| 南側   | 4      | 泉北     | 泉北泉ヶ丘地区線         | 226系統：晴美・槙塚台回り     | 平日朝4本のみ運行                                                   |
| 南側   | 4      | 泉北     | 泉北泉ヶ丘地区線         | 282系統：帝塚山学院泉ヶ丘校前 | 直行。学校の通常授業開講日の平日朝に3本運行                         |
| 南側   | 5      | 泉北     | 泉北泉ヶ丘地区線         | 219系統：高倉台回り           | 概ね10時台までは右回りを、それ以降は左回りを運行                    |
| 南側   | 5      | 泉北     | 泉北泉ヶ丘地区線         | 299系統：高倉台右回り         | 堺東高校休校日以外の平日朝1本のみ運行。堺東高校前までノンストップ   |
| 南側   | 5      | 泉北     | 泉北泉ヶ丘地区線         | 299C系統：堺東高校前          | 直行。堺東高校休校日以外の平日朝1本のみ運行                         |
| 南側   | 6      | 泉北     | 泉北泉ヶ丘地区線         | 222系統：金剛駅前             | 帝塚山学院泉ヶ丘校前経由                                            |
| 南側   | 6      | 泉北     | 泉ヶ丘・ハーベストの丘線 | 225V系統：ハーベストの丘      | 平日運行。御池台2丁東経由                                           |
| 南側   | 6      | 泉北     | 泉ヶ丘・ハーベストの丘線 | 225系統：ハーベストの丘       | 土休日運行                                                          |
| 南側   | 6      | 河内長野 | 河内長野・泉ヶ丘線       | 470系統：河内長野駅前         | 日中のみ運行                                                        |

#### エアポートリムジンバス
南側7番のりばからは関西国際空港へ向かうリムジンバスが発車している。光明池営業所の担当。
- エアポートリムジンバス泉北・河内長野空港線
  - （一部りんくうタウン経由）関西空港行き（Sorae）

#### その他
深夜急行バスが降車扱いのみ行う。

### 夜行高速バス
和歌山バス・京成バス千葉イーストが共同運行で乗り入れている。南側7番のりばから発車。
- サウスウェーブ号
  - 海浜幕張駅方面行き

## 隣の駅
南海電気鉄道
 泉北線
- ■特急「泉北ライナー」停車駅

■区間急行・■準急行・■各駅停車
深井駅 (NK88) - 泉ケ丘駅 (NK89) - 栂・美木多駅 (NK90)

### 記事本文

### 利用状況
1. ↑  大阪府統計年鑑 - 大阪府

#### 大阪府統計年鑑
1. ↑  大阪府統計年鑑（平成3年） (PDF)
2. ↑  大阪府統計年鑑（平成4年） (PDF)
3. ↑  大阪府統計年鑑（平成5年） (PDF)
4. ↑  大阪府統計年鑑（平成6年） (PDF)
5. ↑  大阪府統計年鑑（平成7年） (PDF)
6. ↑  大阪府統計年鑑（平成8年） (PDF)
7. ↑  大阪府統計年鑑（平成9年） (PDF)
8. ↑  大阪府統計年鑑（平成10年） (PDF)
9. ↑  大阪府統計年鑑（平成11年） (PDF)
10. ↑  大阪府統計年鑑（平成12年） (PDF)
11. ↑  大阪府統計年鑑（平成13年） (PDF)
12. ↑  大阪府統計年鑑（平成14年） (PDF)
13. ↑  大阪府統計年鑑（平成15年） (PDF)
14. ↑  大阪府統計年鑑（平成16年） (PDF)
15. ↑  大阪府統計年鑑（平成17年） (PDF)
16. ↑  大阪府統計年鑑（平成18年） (PDF)
17. ↑  大阪府統計年鑑（平成19年） (PDF)
18. ↑  大阪府統計年鑑（平成20年） (PDF)
19. ↑  大阪府統計年鑑（平成21年） (PDF)
20. ↑  大阪府統計年鑑（平成22年） (PDF)
21. ↑  大阪府統計年鑑（平成23年） (PDF)
22. ↑  大阪府統計年鑑（平成24年） (PDF)
23. ↑  大阪府統計年鑑（平成25年） (PDF)
24. ↑  大阪府統計年鑑（平成26年） (PDF)
25. ↑  大阪府統計年鑑（平成27年） (PDF)
26. ↑  大阪府統計年鑑（平成28年） (PDF)
27. ↑  大阪府統計年鑑（平成29年） (PDF)
28. ↑  大阪府統計年鑑（平成30年） (PDF)
29. ↑  大阪府統計年鑑（令和元年） (PDF)
30. ↑  大阪府統計年鑑（令和2年） (PDF)
31. ↑  大阪府統計年鑑（令和3年） (PDF)
32. ↑  大阪府統計年鑑（令和4年） (PDF)
33. ↑  大阪府統計年鑑（令和5年） (PDF)